# Ion Berciu
Ion Berciu (n. 17 ianuarie 1940, Alba Iulia) este un fost deputat român în legislatura 1992-1996 și în legislatura 1996-2000, ales în județul Alba pe listele partidului PNȚCD/PER. În legislatura 1996-2000, Ion Berciu a fost membru în grupurile parlamentare de prietenie cu Republica Bulgaria, Malaezia, Republica Elenă, Republica Coreea și UNESCO.